# 1932–1933-as magyar labdarúgókupa
Az 1932–1933-as magyar kupa a sorozat 15. kiírása volt, melyen az Ferencvárosi TC csapata 5. alkalommal diadalmaskodott. 

## Döntő
| 1. csapat | Eredmény | 2. csapat |
| --------- | -------- | --------- |
| FTC       | 11–1     | Újpest FC |

| 1933. május 25. |

| FTC | 11–1 | Újpest FC |
| --- | ---- | --------- |
|     |      |           |

| Hungária krt., Budapest Nézőszám: 10 000 Játékvezető: Klein Árpád (magyar) |

## Külső hivatkozások
- 1932–1933-as magyar labdarúgókupa. magyarfutball.hu. (Hozzáférés: 2014. október 6.)
- 1932–1933-as magyar labdarúgókupa. magyarfutball.hu. (Hozzáférés: 2014. október 6.)